# Kuehneotheriidae
Kuehneotheriidae — викопна родина базальних ссавців, що існувала у кінці тріасового періоду. Представники родини відомі лише з решток зубів. Через фрагментарність решток систематика ускладнена. Вважається, що група є близькою до перших справжніх ссавців.